# Rutes E1x
Xarxa de carreteres europees de tipus 1x

## Rutes de classe A
| Rutes E | Es.(*) | Trajecte                                          | Itinerari elbruz.org |
| ------- | ------ | ------------------------------------------------- | -------------------- |
| E10     | -      | Å (Noruega) - Luleå (Suècia)                      | E10                  |
| E11     | -      | Vierzon (França) - Montpeller (França)            | E11                  |
| E12     | -      | Mo i Rana (Noruega) - Hèlsinki (Finlàndia)        | E12                  |
| E13     | -      | Doncaster (Regne Unit) - Londres (Regne Unit)     | E13                  |
| E14     | -      | Trondheim (Noruega) - Sundsvall (Suècia)          | E14                  |
| E15     | -      | Inverness (Regne Unit) - Algesires (Espanya)      | E15                  |
| E16     | -      | Derry (Regne Unit) - Oslo (Noruega)               | E16                  |
| E17     | -      | Anvers (Bèlgica) - Beaune (França)                | E17                  |
| E18     | -      | Craigavon (Regne Unit) – Sant Petersburg (Rússia) | E18                  |
| E19     | -      | Amsterdam (Països Baixos) - París (França)        | E19                  |

## Rutes de classe B
| Rutes E | Es.(*) | Trajecte                                | Itinerari elbruz.org |
| ------- | ------ | --------------------------------------- | -------------------- |
| E134    | -      | Haugesund (Noruega) - Drammen (Noruega) | E134                 |
| E136    | -      | Ålesund (Noruega) - Dombås (Noruega)    | E136                 |

## Esmenes: ampliació o modificació de la xarxa
No existeixen.